# 弗兰克·埃斯波西托
弗兰克·埃斯波西托（法語：Franck Esposito，1971年4月13日—），法国男子游泳运动员。他曾代表法国参加1992年、1996年、2000年和2004年夏季奥林匹克运动会游泳比赛，获得一枚铜牌。